# 大多和正樹
大多和 正樹（おおたわ まさき、1972年 - ）は、日本の和太鼓奏者。千葉県出身。

## 概要
3歳から声楽家である母のもとでクラシックピアノを始め、その後、剣道やドラムに触れたことが太鼓の道を志すきっかけになる。
自身の感情と音をリンクさせるテクニックを用いて、日本のフォーク、ジャズ、ラテン、アフリカン、ポップス、クラシックなど幅広い音楽スタイルを持ち、ダンス、演劇、ビジュアルアート、生け花など、様々なアーティストとのコラボレーションを行っている。
― 公式サイトより

## 来歴
千葉県茂原市に生まれる。
ニューヨーク、ローマ、パリ、ルーマニア、モスクワ、台湾、ロンドン、ベルギーなど世界各地で演奏活動を行う。
1999年富士山太鼓フェスティバル「大太鼓一人打ちコンテスト」優勝、2005年千葉市芸術文化新人賞受賞。
2015年・2016年NHKワールド「Blends」出演、2018年パイプオルガニスト大木麻理氏とのコラボレーション、2019年テレビ東京「東京交差点」出演など、活動の幅は多岐に渡る。